# Didrik Marksten
Didrik Marksten (ur. 1 marca 1971 w Oslo) – norweski narciarz alpejski. Najlepsze wyniki w Pucharze Świata osiągnął w sezonie 1991/1992, kiedy to zajął 25. miejsce w klasyfikacji generalnej. Najlepszym wynikiem Markstena na mistrzostwach świata było 8. miejsce w gigancie i kombinacji na mistrzostwach w Saalbach. Nie ukończył slalomu oraz slalomu giganta na igrzyskach olimpijskich w 1992 w Albertville.

## Sukcesy

### Puchar Świata

#### Miejsca w klasyfikacji generalnej
- 1990/1991 – 59.
- 1991/1992 – 25.
- 1992/1993 – 51.
- 1993/1994 – 105.

#### Miejsca na podium
1. St. Gervais – 2 lutego 1992 (gigant) – 1. miejsce
2. Crans-Montana 20 marca 1992 (gigant) – 3. miejsce